# Galgaguta
Galgaguta is een plaats (község) en gemeente in het Hongaarse comitaat Nógrád. Galgaguta telt 723 inwoners (2001).